# Chipli, Sagar
Chipli là một làng thuộc tehsil Sagar, huyện Shimoga, bang Karnataka, Ấn Độ.